# Friona rufibasis
Friona rufibasis là một loài tò vò trong họ Ichneumonidae.